# Stenophylax unicolor
Stenophylax unicolor là một loài Trichoptera trong họ Limnephilidae. Chúng phân bố ở miền Cổ bắc.